# Championnats du monde de judo 1965
Les Championnats du monde de judo 1965 se tiennent à Rio de Janeiro au Brésil.

## Résultats

### Hommes
| Catégories        | Or               | Argent               | Bronze                        |
| ----------------- | ---------------- | -------------------- | ----------------------------- |
| - 68 kg           | Hirofumi Matsuda | Hiroshi Minatoya     | Park Kid-soon Oleg Stepanov   |
| - 80 kg           | Isao Okano       | Kinishi Yamanaka     | James Bregman Ih Tae Kim      |
| + 80 kg           | Anton Geesink    | Mitsuo Matsunaga     | Doug Rogers Seiji Sakaguchi   |
| Toutes catégories | Isao Inokuma     | Anzor Kibrotsashvili | Anzor Kiknadze Peter Snijders |

## Tableau des médailles
| Rang | Nation           | Or | Argent | Bronze | Total |
| ---- | ---------------- | -- | ------ | ------ | ----- |
| 1    | Japon            | 3  | 3      | 1      | 7     |
| 2    | Pays-Bas         | 1  | 0      | 1      | 2     |
| 3    | Union soviétique | 0  | 1      | 2      | 3     |
| 4    | Corée du Sud     | 0  | 0      | 2      | 2     |
| -    | Canada           | 0  | 0      | 1      | 1     |
| -    | États-Unis       | 0  | 0      | 1      | 1     |

## Source
- (en) Judoinside.com